# Aspilatopsis imbellata
Aspilatopsis imbellata är en fjärilsart som beskrevs av Walker 1863. Aspilatopsis imbellata ingår i släktet Aspilatopsis och familjen mätare. Inga underarter finns listade i Catalogue of Life.